# Agencia Nacional de Estadística de Zimbabue
La Agencia Nacional de Estadística de Zimbabue (acrónimo Zimstat) creada hacia 1980 por las nuevas autoridades, es el servicio estadístico oficial de Zimbabue, que organiza sus actividades según el marco más amplio del sistema estadístico del país. Zimstat es una rama del gobierno central bajo la autoridad del Ministro responsable. Mediante decreto, se determinaron sus competencias y organización. En términos generales, Zimstat es responsable de la coordinación técnica del sistema estadístico nacional y de estudiar, sistematizar y difundir datos estadísticos para las autoridades de Zimbabue, el sector privado o los organismos internacionales. 

## Misión
Producir estadísticas oportunas, precisas, confiables y relevantes para la toma de decisiones y políticas basadas en evidencia, utilizando personal calificado, competente, motivado y profesional y tecnología de punta en respuesta a las demandas de nuestros clientes. 